# Compton Abdale
Compton Abdale é uma paróquia e aldeia do distrito de Cotswold, no condado de Gloucestershire, na Inglaterra. De acordo com o Censo de 2011, tinha 125 habitantes. Tem uma área de 8,85km².